# Гаррі Гемлі Пласкетт
Гаррі Гемлі Пласкетт (англ. Harry Hemley Plaskett; 5 липня 1893 — 20 січня 1980) — канадсько-британський астроном, син Джона Стенлі Пласкетта.

## Життєпис
Народився у Торонто. У 1916 закінчив Університет Торонто. У 1919—1927 працював в астрофізичній обсерваторії у Вікторії (Канада), в 1928—1932 — професор Гарвардського університету (США), в 1932—1960 — професор Оксфордського університету (Англія). Член Лондонського королівського товариства (1936). Президент Королівського астрономічного товариства у 1945—1947.
Основні праці в області фізики Сонця і зірок. Одним з перших детально досліджував фізичні умови в атмосферах гарячих зірок класу O; запропонував модель симбіотичних зірок. Розробив клиновий метод астроспектрофотометріі, за допомогою якого виміряв розподіл енергії в спектрах Сонця і ряду зірок. З 1928 працював над проблемами фізики Сонця. Запропонував метод розрахунку градієнта температури і коефіцієнтів поглинання і розсіяння в атмосфері Сонця за допомогою спостережуваних профілів ліній і потемніння диска до краю. Встановив існування велико- і дрібномасштабних полів швидкостей на поверхні Сонця, показав існування меридіональних потоків. Розрахував модель фотосфери, яка пояснює широтну неоднорідність обертання Сонця наявністю градієнта температури між полюсами і екваторіальній зоною.
Золота медаль Лондонського королівського астрономічного товариства (1963).
Астероїд 2905 Пласкетт названо спільно на його честь і честь його батька, Джона Стенлі Пласкетта